# Barrage de Xiaowan
Le barrage de Xiaowan (en chinois : 小湾坝) est un barrage en Chine sur le Mékong. Il est associé à une centrale hydroélectrique de 4 200 MW. Avec une hauteur de 292 mètres, il était en 2020 le troisième barrage le plus haut du monde.